# Arnbjørg
Arnbjørg  è un nome proprio di persona norvegese femminile.

## Varianti
- Femminili: Annbjørg[1], Ambjørg

### Varianti in altre lingue
- Islandese: Arnbjörg
- Norreno: Arnbjörg[1]
- Svedese: Arnborg[1]

## Origine e diffusione
Continua il nome norreno Arnbjörg: esso è composto dai termini arn ("aquila", presente anche in Arne, Arnfinn, Arvid e Arnór) e björg ("aiuto", "protezione", da cui anche Ingeborg e Torborg).

## Onomastico
Il nome è adespota, cioè non è portato da alcuna santa, pertanto l'onomastico ricade il 1º novembre, giorno di Ognissanti.